# Bernhard Oebeke

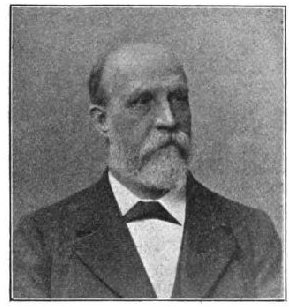
Bernhard Oebeke

Bernhard Oebeke (ur. 30 sierpnia 1837 w Akwizgranie, zm. 7 grudnia 1913 w Bonn) – niemiecki lekarz psychiatra, tajny radca sanitarny (geheimer Sanitätsrat).
Prowadził prywatny zakład dla chorych umysłowo w Endenich nieopodal Bonn. Propagował stosowanie u odmawiających posiłków chorych lewatyw odżywczych.

## Wybrane prace
- Zur Behandlung der Nahrungsverweigerung bei Irren ohne gewaltsame Fütterung (Vortrag, 5. Sitzung des psychiatrischen Vereins der Rheinprovinz zu Bonn, 6. November 1869). Allgemeine Zeitschrift für Psychiatrie 27, ss. 202–15 (1871)
- Bericht über die Wirksamkeit der Heil- und Pflegeanstalt für Nervenkranken zu Endenich bei Bonn während des Jahres 1873. Der Irrenfreund 17, ss. 70–77, 88–94 (1875)
- Zur Frage der Behandlung der Nahrungsverweigerung bei Geisteskranken (Vortrag, 33. ordentliche Versammlung des psychiatrischen Vereins der Rheinprovinz, 19. Juni 1884). Allgemeine Zeitschrift für Psychiatrie 41, ss. 688–95 (1885)
- Zur Behandlung der Nahrungsverweigerung bei Geisteskranken (Correferat, Jahresversammlung des Vereins deutscher Irrenärzte zu Baden-Baden, 16./17. September 1885). Allgemeine Zeitschrift für Psychiatrie 42 ss. 463–77 (1886)
- Zur Syphilis des Centralnervensystems und der Psychosen. G. Reimer, 1890
- Ueber die Pupillenreaction und einige andere Erscheinungen bei der allgemeinen fortschreitenden Paralyse mit Beruecksichtigung der Syphilisfrage. G. Reimer, 1893